# 王夢鯉
王夢鯉（1559年—？），字子化，號升宇，山東萊州府掖縣人，匠籍，明朝政治人物。

## 生平
萬曆十年（1582年）壬午科山東鄉試第九名，萬曆十一年（1583年）癸未科會試第一百九十四名，登三甲第一百二十二名進士。都察院觀政，本年任大名县知县，十三年降江西都司断事，十五年升荆州府通判、卫辉府通判，二十一年改順天府武學教授。

## 家族
曾祖王軻，曾任壽官；祖父王亳；父王三重。母朱氏。具庆下。弟梦豸、梦驥。